# Burnett Heads
Burnett Heads – miasto w Australii, w stanie Queensland, nad Morzem Koralowym. Położone jest przy ujściu rzeki Burnett. W 2016 roku zamieszkane przez 2908 osób.
Nazwa miasta pochodzi od nazwy rzeki. W przeszłości miejscowość nosiła nazwę Wallace.